# بحيرة نوشاتيل
بحيرة نوشاتيل (بالإنجليزية: Lake Neuchâtel)، هي بحيرة تقع في الجزء الناطق بالفرنسية من سويسرا (روماندي)، وتُعدّ الأكبر في البلاد من حيث المساحة ضمن الحدود السويسرية بالكامل. تقع البحيرة بشكل رئيسي ضمن كانتون نوشاتيل، وتمتد أيضًا إلى كانتونات فو وفريبورغ وبرن. وتُعدّ إحدى البحيرات الثلاث المكوّنة لمنطقة "بلاد البحيرات الثلاث" إلى جانب بحيرتي بيال/بيين ومورات/مورتن.
تغطي البحيرة مساحة قدرها 218.3 كيلومترًا مربعًا، ما يجعلها في المرتبة 59 بين أكبر بحيرات أوروبا. يبلغ طولها حوالي 38.3 كيلومترًا، وأقصى عرض لها 8.2 كيلومتر. تقع على ارتفاع 429 مترًا فوق مستوى سطح البحر، ويصل عمقها الأقصى إلى 152 مترًا، فيما يبلغ حجم مياهها الإجمالي حوالي 14 كيلومترًا مكعبًا. تبلغ مساحة حوض تصريفها حوالي 2,670 كيلومترًا مربعًا، وأعلى نقطة فيها هي جبل لو شاسرون (1,607 أمتار).
شهدت منطقة ضفاف البحيرة تطورًا اقتصاديًا ملحوظًا، لا سيما بعد اكتمال شبكة الطرق السريعة في المنطقة، ما ساهم في ربط المدن وتعزيز النشاط الاقتصادي، بخلاف ضفاف بحيرة جنيف ذات الطابع السياحي الكثيف. وتتميز بحيرة نوشاتيل بقيمة أثرية كبيرة، إذ كانت موطنًا لمستوطنة كلتية تُعرف باسم لا تين، شُيّدت من منازل فوق ركائز خشبية فوق المياه، وقد أعطى هذا الموقع اسمه للمرحلة الثانية من العصر الحديدي.
تغذّي البحيرة عدة أنهار، أبرزها: أورب (ويُعرف محليًا بعد مروره بمدينة أورب باسم لا تييل)، وأرنون، وأروز، وسيون، ومانتيو، إضافة إلى قناة لابروي. وتُصرَّف مياه البحيرة عبر قناة تييل باتجاه بحيرة بيال، ضمن نظام مائي مخصّص لتنظيم منسوب المياه في منطقة زييلاند.
يُذكر أن البحيرة كانت موطنًا لنوع من سمك السلمون المرقط العميق، يُعرف علميًا باسم Salvelinus neocomensis، وهو نوع منقرض الآن.